# Подлесе-Мале (Люблінське воєводство)
Подлесе-Мале (пол. Podlesie Małe) — село в Польщі, у гміні Радечниця Замойського повіту Люблінського воєводства.
Населення — 78 осіб (2011).
У 1975-1998 роках село належало до Замойського воєводства.

## Демографія
Демографічна структура станом на 31 березня 2011 року:
|          | Загалом | Допрацездатний вік | Працездатний вік | Постпрацездатний вік |
| -------- | ------- | ------------------ | ---------------- | -------------------- |
| Чоловіки | 33      | 4                  | 24               | 5                    |
| Жінки    | 45      | 6                  | 25               | 14                   |
| Разом    | 78      | 10                 | 49               | 19                   |